# Faux-la-Montagne
Faux-la-Montagne è un comune francese di 377 abitanti situato nel dipartimento della Creuse nella regione della Nuova Aquitania.

## Società

### Evoluzione demografica
Abitanti censiti